# سن-سیکست، کبک

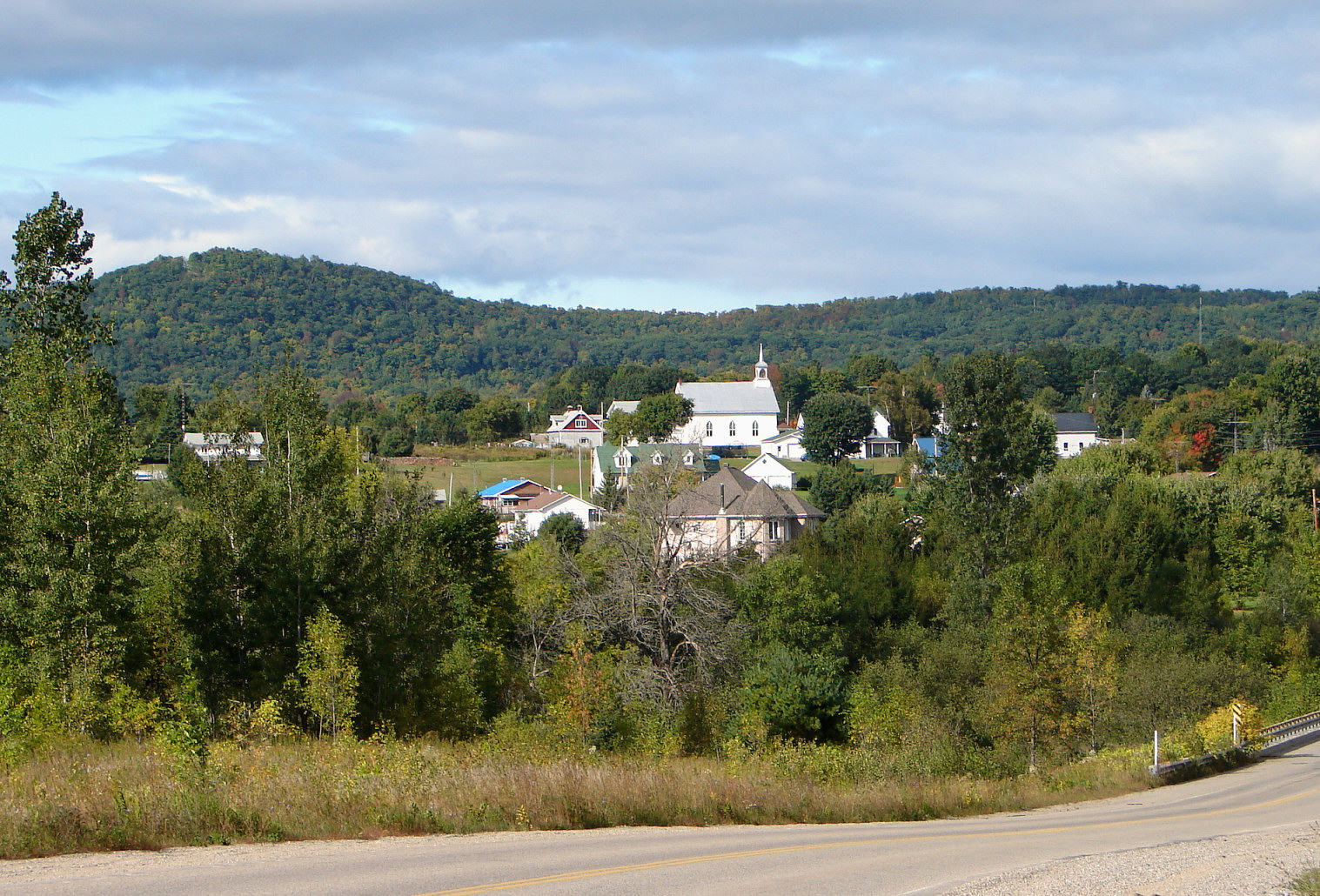
سن سیکست

سن-سیکست (به فرانسوی: Saint-Sixte) شهری در منطقه شهری پاپینو ناحیه اوتاوه در استان کبک کانادا است. در سرشماری سال ۲۰۱۱ این شهر ۴۶۰ نفر جمعیت داشته‌است و مساحت آن ۸۳٫۴۴ کیلومتر مربع است.